# Alexander Henry Rhind

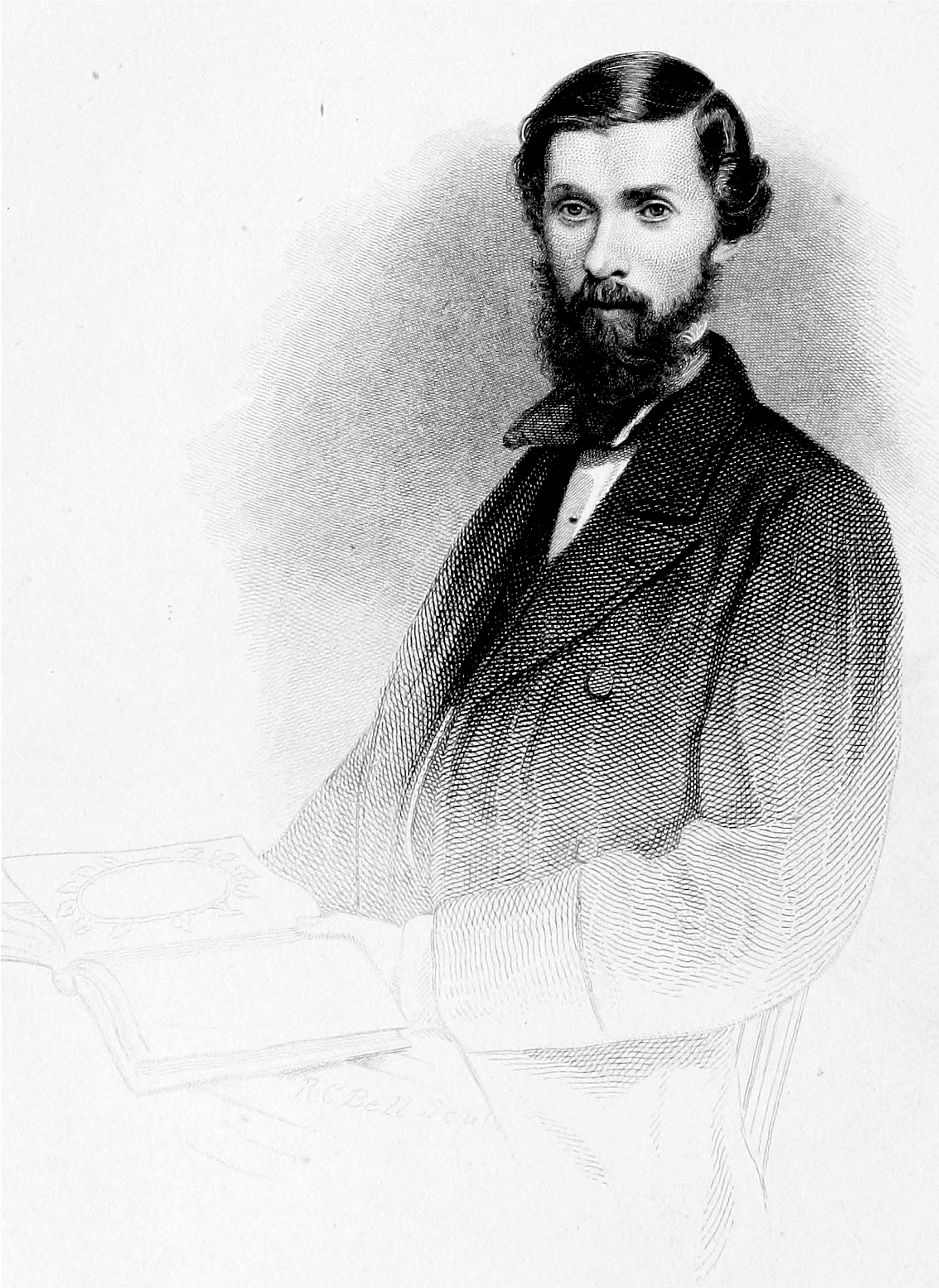
Alexander Henry Rhind
Gravering naar foto, Robert C. Bell (1864)

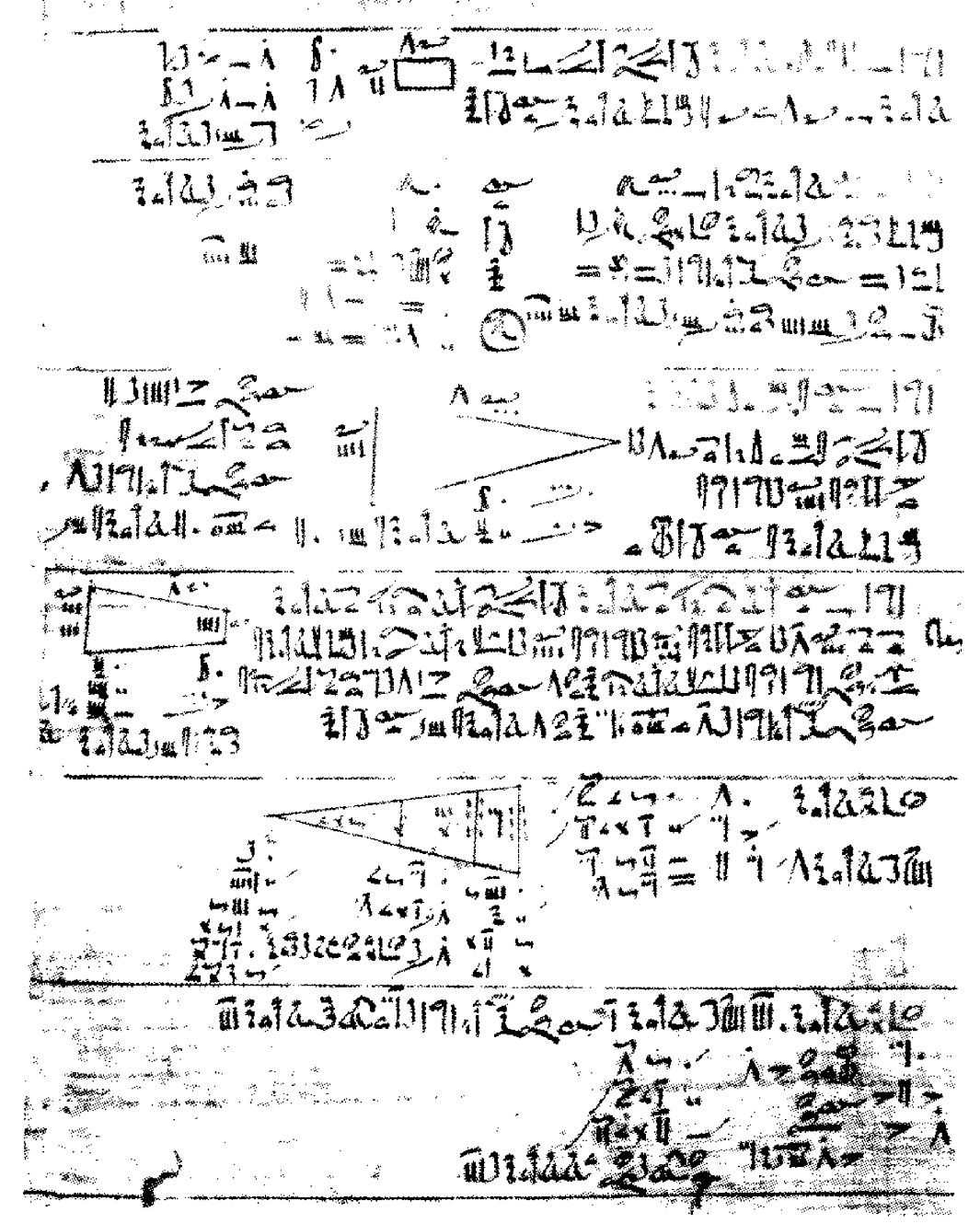
Deel van Rhind-papyrusrol, opgesteld door de klerk Ahmose rond 1650 v.Chr.

Alexander Henry Rhind (Wick (Schotland), 26 juli 1833 – Cadenabbia (Italië), 3 juli 1863) was een Schots rechter en egyptoloog. Hij studeerde aan de Universiteit van Edinburgh en reisde later naar Egypte voor zijn gezondheid en vanwege zijn interesse in de oude cultuur van de Egyptenaren. Hij is voornamelijk bekend geworden met de ontdekking van een oud wiskundig papyrus, het zogenaamde Rhind-papyrus, in 1858. 
Hij stierf in zijn slaap, nog geen 30 jaar oud, aan de gevolgen van tuberculose.

## Publicaties
- British archeology, its progress and demands
- Facsimiles of two papyri found in a tomb at Thebes with a translation by Samuel Birch and an account of their discovery
- Law of treasure-trove : how can it be best adapted to accomplish useful results?
- Thebes : its tombs and their tenants, ancient and present